# OHVIRA-syndroom
Het OHVIRA-syndroom (acroniem voor obstructed hemivagina and ipsilateral renal anomaly), ook wel bekend als het Herlyn-Werner-Wunderlich-syndroom, is een zeer zeldzame aangeboren afwijking, met als belangrijkste kenmerken een dubbele baarmoeder (uterus didelphys), dubbele vagina en nieragenese.

## Ontstaan
De aangeboren afwijking ontstaat tijdens de embryonale ontwikkeling. Aan het begin van de zwangerschap worden onder meer de baarmoeder, de baarmoederhals en het begin van de vagina gevormd uit de gangen van Müller. In uitzonderlijke gevallen gaat er bij deze ontwikkeling iets niet goed, en kunnen er afwijkingen ontstaan, zoals het OHVIRA-syndroom, het syndroom van Mayer-Rokitansky-Küster (MRK) of een dubbelsysteem.
Het OHVIRA-syndroom presenteert zich in de meeste gevallen als een dubbele baarmoeder waarbij de tweede baarmoeder beschikt over een gedeeltelijk of geheel geblokkeerde ('blinde') hemivagina en de afwezigheid van een van beide nieren. OHVIRA kan daarnaast ook de urinebuis (urethra), de urethrale sluitspier, urineleiders (ureters), blaas en milt aantasten. Voor zover bekend is de aandoening niet erfelijk en komt het bij minder dan 1 op de 1.000.000 meisjes voor.

## Symptomen
Veel voorkomende klachten zijn onder meer progressieve dysmenorroe en een ophoping van menstruatiebloed in de onderbuik, net boven het schaambeen. Andere symptomen die kunnen voorkomen, zijn onder meer bloedingen tussen de menstruaties door, pusachtige afscheiding uit de vagina en koorts.

## Diagnose
Wanneer de uitwendige geslachtsorganen er normaal uitzien, wordt de diagnose doorgaans pas gesteld na de eerste menstruatie (menarche). Het syndroom wordt meestal ontdekt in de puberteit, maar latere diagnoses komen ook voor. Bij patiënten bij wie de hemivagina volledig geblokkeerd is, en het menstruatiebloed uit de hemi-baarmoeder daardoor niet weg kan, wordt de diagnose doorgaans eerder gesteld dan bij degenen bij wie dat niet zo is, omdat ze vaker symptomen van buikpijn, koorts en braken hebben.
De aandoening kan worden gediagnosticeerd via een MRI of echografie, en de diagnose wordt bevestigd door middel van laparoscopie. Het raadplegen van een gynaecoloog wordt aanbevolen.
Voor diagnose en behandeling kan men in Nederland terecht bij het Academisch Medisch Centrum in Amsterdam.

## Behandeling
De symptomen kunnen onder controle gehouden worden met medicijnen en een operatie. Tot de beschikbare chirurgische ingrepen behoort het verwijderen van het tussenschot tussen beide vagina's, zodat de blinde hemi-vagina wordt geopend en de opgehoopte vloeistof kan worden afgevoerd, en een hemi-hysterectomie (ofwel het verwijderen van de tweede baarmoeder). Antibiotica kunnen worden gebruikt als urineweginfecties vaak voorkomen en soms wordt een niertransplantatie aanbevolen.

## Gevolgen
Wanneer OHVIRA in een vroeg stadium ontdekt wordt, kunnen complicaties zoals endometriose, onvruchtbaarheid en miskramen voorkomen worden. Zwangerschappen bij vrouwen met OHVIRA worden gezien als risicovol, vanwege de vorm en grootte van de baarmoeder en de baarmoederhals, en de verminderde nierfunctie. Vrouwen met niet-gediagnosticeerde OHVIRA kunnen tijdens de zwangerschap genitale bloedingen krijgen. Aanstaande moeders worden vaak behandeld met cervicale hechtingen en keizersneden om foetale problemen tijdens de bevalling te voorkomen.